# Ali Sakal
Ali Sakal (* 8. August 1983 in Tirebolu) ist ein türkischer Fußballspieler, der für Gümüşhanespor spielt.

## Karriere
Sakal begann mit dem Vereinsfußball in der Jugendabteilung von Giresunspor. Hier erhielt er im Sommer 2002 einen Profivertrag und wurde im Profikader aufgenommen. Nach einer halben Spielzeit wechselte er zu Bulancakspor und spielte hier eineinhalb Spielzeiten. Anschließend kehrte er zu Giresunspor zurück. 
Lediglich bei drei Pflichtspielen, u. a. ein Ligaspiel, kam er für die Profis zum Einsatz. Die nächsten beiden Spielzeiten verbrachte er als Leihspieler beim Zweitligisten Akçaabat Sebatspor. Zur Saison 2007/08 wurde er an den Zweitligisten Diyarbakırspor ausgeliehen. Mit dieser Mannschaft schaffte er es bis in das Play-off-Halbfinale der TFF 1. Lig und verpasste hier den Aufstieg in die Süper Lig. Anschließend spielte er noch eine halbe Spielzeit als Leihspieler für Diyarbakırspor.
Zum Sommer 2006 wechselte er zum Erstligisten Diyarbakırspor und verbrachte die Hinrunde bei dieser Mannschaft. Die Rückrunde wurde er an den Zweitligisten Gaziantep Büyükşehir Belediyespor ausgeliehen.
Die nachfolgenden Spielzeiten spielte er für diverse Zweitligisten. Zum Frühjahr 2010 wechselte er zum Zweitligisten Gaziantep Büyükşehir Belediyespor. In der Saison 2010/11 schaffte er es mit Gaziantep BB ins Play-off-Finale der TFF 1. Lig und verpasste durch eine Niederlage gegen Orduspor den Aufstieg in die Süper Lig in letzter Instanz.
Im Sommer 2014 wechselte er zum Drittligisten Yeni Malatyaspor. Mit diesem Verein erreichte er am 34. Spieltag, dem letzten Spieltag der Saison, die Meisterschaft und damit den Aufstieg in die TFF 1. Lig.
Zur Saison 2016/17 wechselte er zum Drittligisten Gümüşhanespor.

## Erfolge
Mit Yeni Malatyaspor
- Meister der TFF 2. Lig und Aufstieg in die TFF 1. Lig: 2014/15